# Partei der Vernunft
Partei der Vernunft (pdv) er et tysk politisk parti, der blev grundlagt i 2009. Partiet er et libertariansk parti.

## Valgresultaterne og sæder
- Kommunale valg i Niedersachsen 2011:
  - Bremervörde: 1 plads[5]
  - Harsefeld: 1 plads[6]
  - Samtgemeinde Harsefeld: 2 pladser[7]

- Delstatsvalg i Nordrhein-Westfalen 2012: 0,1 %[8]